# 拉卡佩勒皮内
拉卡佩勒皮内（法語：Lacapelle-Pinet，法語發音：[lakapɛl pinɛ]）是法国奥克西塔尼大区塔恩省的一个市镇，属于阿尔比区。

## 地理
拉卡佩勒皮内（44°4'2"N, 2°20'18"E）面积8.15 平方千米，位于法国奧克西塔尼大區塔恩省，该省份为法国南部内陆省份，北起顺时针与阿韦龙省、埃罗省、奥德省、上加龙省和塔恩-加龙省接壤。
与拉卡佩勒皮内接壤的市镇（或旧市镇、城区）包括：克雷斯潘、莱达和庞蒂耶、蒙托里奥勒、帕迪耶斯、特雷邦。

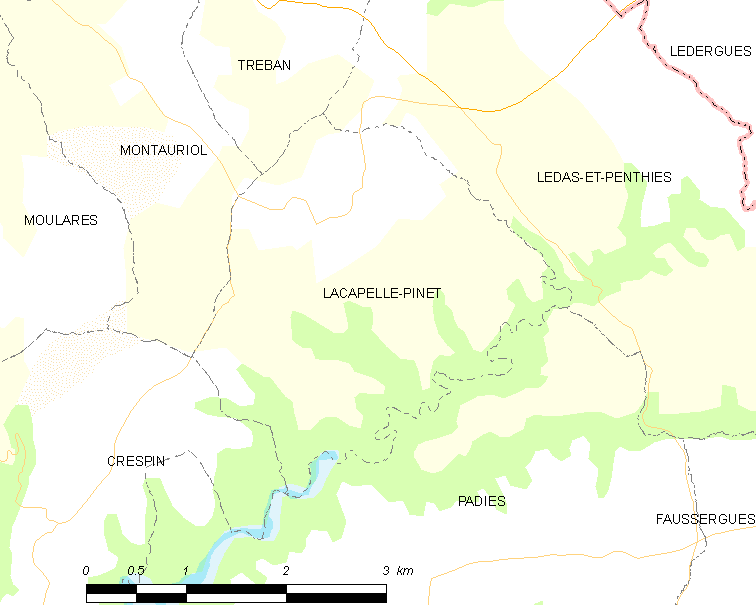
拉卡佩勒皮内的OSM定位图

拉卡佩勒皮内的时区为UTC+01:00、UTC+02:00（夏令时）。

## 行政
拉卡佩勒皮内的邮政编码为81340，INSEE市镇编码为81122。

## 政治
拉卡佩勒皮内所属的省级选区为卡尔莫第一县。

## 人口

1962-2008年间拉卡佩勒皮内人口变化图示

拉卡佩勒皮内于2022年1月1日时的人口数量为69人。